# Agent Cody Banks
Agent Cody Banks är en amerikansk långfilm från 2003 i regi av Harald Zwart, med Frankie Muniz, Hilary Duff, Angie Harmon och Keith David i rollerna. Filmen släpptes på DVD den 10 december 2003 i Sverige. Uppföljaren Agent Cody Banks 2 släpptes 2004.

## Handling
Cody Banks verkar vara den typiske tonåringen. Men Cody har en hemlighet; han är agent och jobbar för CIA.

## Rollista
| Frankie Muniz     | – Cody Banks      |
| Hilary Duff       | – Natalie Connors |
| Angie Harmon      | – Ronica Miles    |
| Keith David       | – CIA Director    |
| Cynthia Stevenson | – Mrs. Banks      |
| Arnold Vosloo     | – Molay           |
| Daniel Roebuck    | – Mr. Banks       |
| Ian McShane       | – Brinkman        |
| Darrell Hammond   | – Earl            |
| Martin Donovan    | – Dr. Connors     |